# Мурниекс, Модрис
Мо́дрис Му́рниекс (латыш. Modris Mūrnieks, в советских документах Модрис Карлович Мурниекс; 15 июня 1950, Вентспилс — 25 июня 2017) — советский и латвийский мотокроссмен, двукратный чемпион Балтийского чемпионата по мотокроссу.
Родился в 1950 году в Вентспилсе. В детстве отец отвёл Модриса в автомотосекцию колхоза «Красный маяк». Первые соревнования выигрывал с партнёром Эдгаром Бадерой. В 1965, а затем и в 1966 году занял 1-е место в юниорском чемпионате Латвийской ССР по мотокроссу.
Во время службы в Советской армии участвовал в мотокроссе на мотоцикле с коляской. В 1970 году в паре с эстонцем Jaan Myrk завоевал 2 место в чемпионате Вооружённых Сил СССР по мотокроссу в классе мотоциклов с коляской.
Удостоен звания мастера спорта. После окончания спортивной карьеры работал в правлении Рижского свободного порта.

## Достижения
- 1972 — 2 место в Балтийском чемпионате по мотокроссу, класс 750 см³, вместе с Юрисом Офкантом
- 1972 — 2 место в Латвийском чемпионате по мотокроссу, класс 750 см³, вместе с Юрисом Офкантом
- 1972 — 1 место на Всесоюзном чемпионате по мотокроссу Биерини, класс 750 см³, вместе с Юрисом Офкантом
- 1973 — 1 место в Балтийском чемпионате по мотокроссу, класс 350 см³, вместе с Юрисом Офкантом
- 1973 — 1 место в Балтийском чемпионате по мотокроссу, класс 750 см³, вместе с Юрисом Офкантом
- 1973 — 3 место в Латвийском чемпионате по мотокроссу, класс 750 см³, вместе с Юрисом Офкантом